# Hyundai Matrix

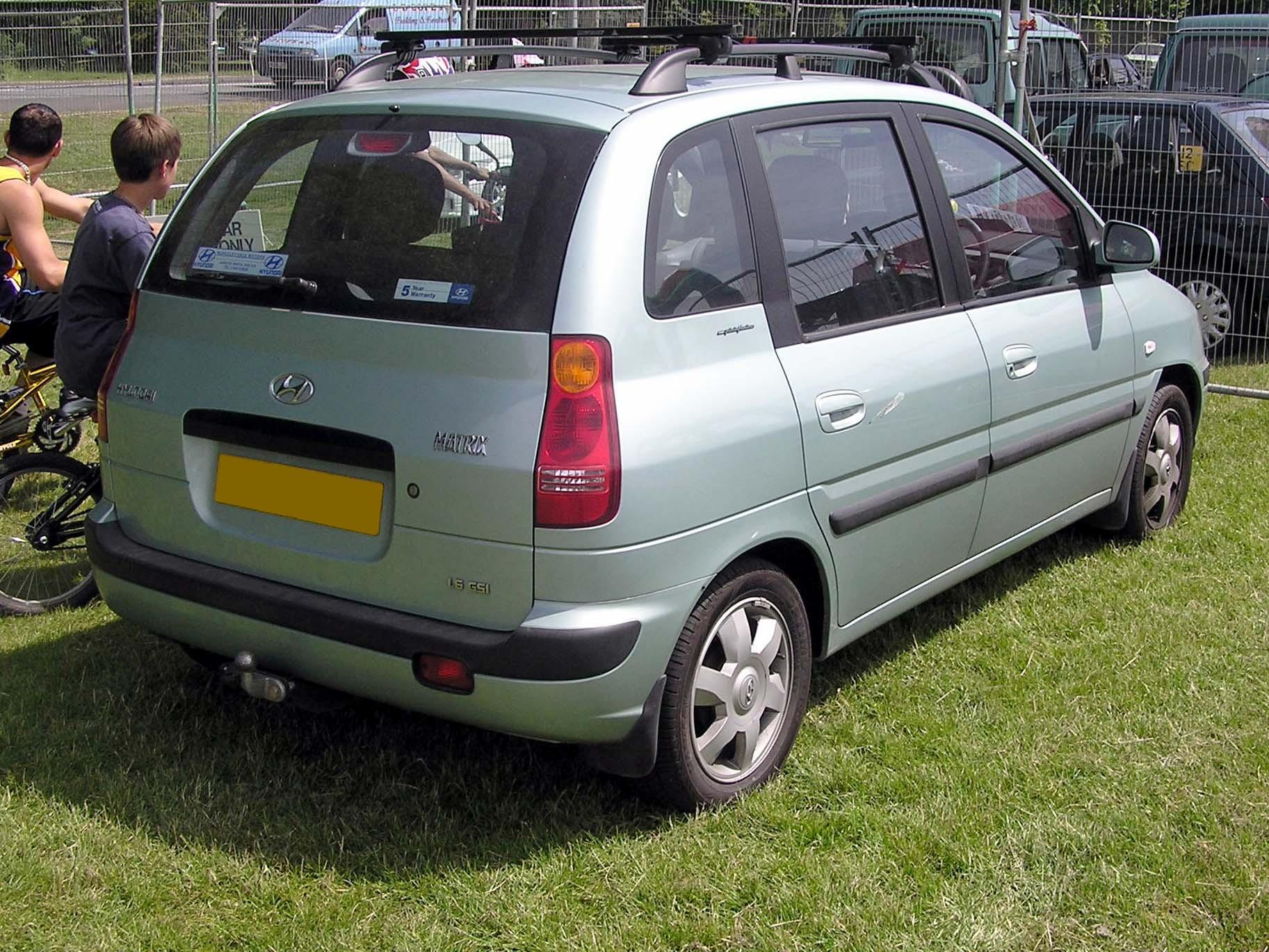
Hyundai Matrix (2003)

Hyundai Matrix är en mini-MPV i samma storleksklass som exempelvis Opel Meriva och Renault Modus. Modellen har fem sittplatser och centrerad instrumentering. Matrix presenterades 2001 och baseras tekniskt på den större Elantramodellen. Karossen designades av italienska Pininfarina. 2005 kom en facelift med bl.a. ny grill och andra strålkastere.
2008 kom ytterligare en facelift där bl.a. det karakteristiska vecket på motorhuven tagits bort och fronten fått ett liknande utseende som i-serien. Modellen har förekommit genom åren med 1,6 liter Alfa2-motor och 1,8 liters Beta-motor. Dessutom finns en 1,5 liter dieselmotor.
Tillverkas för Europamarknaden i Hyundais Turkiet-fabrik.

## Motorer
- 1,5 liter 92 hk (diesel)

- 1,6 liter 103 hk, Alfa2

En av Hyundais mest tillverkade motorer som även återfinns i olika versioner i Getz och Accent och tidigare i Elantra.
16-ventilsteknik och dubbla överliggande kamaxlar. Finns även i en starkare VVT-version som (tyvärr) aldrig monterats i Matrix.
- 1,8 liter 122 hk, Beta

## Bensinförbrukning
Blandad körning
- 1,5 -
- 1,6 - 7,9 liter per 100km
- 1,8 - 8,5 liter per 100km

## Säkerhetstester
- 1,5 -
- 1,6 - NCAP 4 stjärnor
- 1,8 -

## 0-100 km/h - toppfart
- 1,5 - 13,9s (170km/h)
- 1,6 - 12,7s
- 1,8 - 11,3s (184km/h)
- Wikimedia Commons har media som rör Hyundai Matrix.